# Scott Lawrence
Scott Lawrence (Los Angeles, 27 settembre 1963) è un attore statunitense, conosciuto soprattutto per il ruolo del comandante Sturgis Turner in JAG - Avvocati in divisa.

## Biografia
Ha esordito come attore nel 1987, con una parte in una puntata de La signora in giallo, e l'anno successivo in una puntata di Avvocati a Los Angeles. In seguito ha avuto un ruolo ricorrente nelle sitcom Murphy Brown e Bagdad Cafe.
Nel 2001 entra nel cast di JAG - Avvocati in divisa con il ruolo del comandante Sturgis Turner, che interpreterà per quattro stagioni fino alla conclusione della serie nel 2005.
Nel 1994 presta la voce al personaggio di Dart Fener nel videogioco Star Wars: TIE Fighter, riprendendo il ruolo nei videogiochi successivi fino a Star Wars: L'Impero in guerra del 2006.

## Filmografia parziale

### Attore

#### Cinema
- Ruby - Il terzo uomo a Dallas (Ruby), regia di John Mackenzie (1992)
- Timecop - Indagine dal futuro (Timecop), regia di Peter Hyams (1994)
- Turbulence - La paura è nell'aria (Turbulence), regia di Robert Butler (1997)
- Cloverfield, regia di Matt Reeves (2008)
- Avatar, regia di James Cameron (2009)
- The Social Network, regia di David Fincher (2010)
- The Host, regia di Andrew Niccol (2013)
- Into Darkness - Star Trek (Star Trek Into Darkness), regia di J. J. Abrams (2013)
- Into the Storm, regia di Steven Quale (2014)
- La canzone della vita - Danny Collins (Danny Collins), regia di Dan Fogelman (2015)
- Equals, regia di Drake Doremus (2015)
- Stuber - Autista d'assalto (Stuber), regia di Michael Dowse (2019)

#### Televisione
- La signora in giallo (Murder, She Wrote) – serie TV, episodio 4x08 (1987)
- Avvocati a Los Angeles (L.A. Law) – serie TV (1988)
- Murphy Brown - serie TV (1989)
- Bagdad Cafe – serie TV (1990)
- Genitori in blue jeans (Growing Pains) – serie TV (1991)
- Trade Winds – serie TV (1993)
- Law & Order - I due volti della giustizia (Law & Order) – serie TV (1996)
- Get Real – serie TV (1999-2000)
- Star Trek: Voyager – serie TV, episodio 7x15 (2001)
- West Wing - Tutti gli uomini del Presidente (The West Wing) – serie TV, episodio 2x19 (2001)
- JAG - Avvocati in divisa (JAG) – serie TV, 77 episodi (2001-2005)
- E.R. - Medici in prima linea (ER) – serie TV (2006)
- Senza traccia (Without a Trace) – serie TV, episodio 4x23 (2006)
- 24 – serie TV, 2 episodi (2010)
- NCIS - Unità anticrimine (NCIS) – serie TV, episodi 8x14-20x19 (2011-2023)
- Criminal Minds: Suspect Behavior – serie TV (2011)
- American Horror Story – serie TV, un episodio (2011)
- Law & Order: Los Angeles – serie TV (2011)
- Desperate Housewives – serie TV, un episodio (2011)
- Sons of Anarchy – serie TV, 2 episodi (2012)
- Fear the Walking Dead – serie TV, 2 episodi (2015)
- Rectify – serie TV (2016)
- Legion – serie TV (2017)
- Mr. Mercedes – serie TV, 9 episodi (2017-2018)
- NCIS: Hawai'i – serie TV, episodio 1x11 (2022)

### Doppiatore

#### Televisione
- Star Wars Resistance - serie TV (2018-2020)

#### Videogiochi
- Star Wars: TIE Fighter (1994)
- Star Wars: Rebel Assault II - the Hidden Empire (1995)
- Star Wars: Dark Forces (1995)
- Star Wars: Rebellion (1998)
- Star Wars: Force Commander (2000)
- Star Wars: Super Bombad Racing (2001)
- Star Wars: Galactic Battlegrounds (2001)
- Star Wars: Rogue Squadron II - Rogue Leader (2001)
- Star Wars Racer Revenge (2002)
- Star Wars: Rogue Squadron III - Rebel Strike (2003)
- EverQuest II (2004)
- Star Wars Episodio III: La vendetta dei Sith (2005)
- Star Wars: Battlefront II (2005)
- Star Wars: L'Impero in guerra (2006)
- Mafia III (2016)
- Tom Clancy's The Division 2 (2019)
- Star Wars Jedi: Fallen Order (2019)
- Star Wars Jedi: Survivor (2023)

## Doppiatori italiani
Nelle versioni in italiano delle opere in cui ha recitato, Scott Lawrence è stato doppiato da:
- Alessandro Ballico in Eleventh Hour, The Mentalist, The Social Network, Criminal Minds: Suspect Behavior, Into the Storm
- Roberto Draghetti in Star Trek: Voyager, NCIS - Unità anticrimine (ep. 8x14), Danny Collins - La canzone della vita, Equals
- Stefano Mondini in Fear the Walking Dead, NCIS: Hawai'i, NCIS - Unità anticrimine (ep. 20x19)
- Paolo Marchese in Law & Order - I due volti della giustizia, Close to Home - Giustizia ad ogni costo
- Pasquale Anselmo in Desperate Housewives, Paradise
- Paolo Buglioni in Legion, Mr. Mercedes
- Enrico Di Troia in Battito finale
- Alessandro Rossi in Timecop - Indagine dal futuro
- Fabrizio Temperini in JAG - Avvocati in divisa
- Davide Marzi in Bones
- Gaetano Lizzio in E.R. - Medici in prima linea
- Toni Orlandi in 24 (ep. 7x16)
- Vladimiro Conti in 24 (ep. 8x10)
- Gerolamo Alchieri in Sons of Anarchy
- Pierluigi Astore in The Host
- Alberto Angrisano in Suits
- Dario Oppido in Stuber - Autista d'assalto
- Fabrizio Russotto in Unbelievable
- Antonio Sanna in The Neighborhood

Da doppiatore è stato sostituito da:
- Luca Biagini in Star Wars Jedi: Fallen Order, Star Wars Jedi: Survivor
- Stefano Alessandroni in Star Wars Resistance
- Alessandro D'Errico in Tom Clancy's The Division 2